# SUPER JUNIOR-L.S.S. THE SHOW: Th3ee Guys
《SUPER JUNIOR-L.S.S. THE SHOW: Th3ee Guys》는 슈퍼주니어의 6번째 유닛 슈퍼주니어-L.S.S.의 첫 번째 아시아 투어이다.

## 개요
2023년 12월 22일, SM 엔터테인먼트는 공식 SNS를 통해 슈퍼주니어-L.S.S.의 첫번째 아시아 투어의 양일간의 서울 공연 일정을 발표하였고, 이듬해 1월 2일과 4일 멜론티켓을 통해 팬클럽 선행 예매와 일반 예매가 연이어 개시되었다.

## 투어 일정
| 일정            | 도시     | 국가       | 장소                                 | 관객 동원    |
| --------------- | -------- | ---------- | ------------------------------------ | ------------ |
| 2024년 2월 3일  | 서울     | 대한민국   | 광운대학교 동해문화예술관 대극장     | 통산 2,000명 |
| 2024년 2월 4일  | 서울     | 대한민국   | 광운대학교 동해문화예술관 대극장     | 통산 2,000명 |
| 2024년 2월 17일 | 홍콩     | 홍콩       | 아시아 월드 엑스포 홀 10             | 5,000명      |
| 2024년 3월 9일  | 자카르타 | 인도네시아 | 더 카사블랑카 홀                     | 1,000명      |
| 2024년 3월 23일 | 호치민   | 베트남     | 밀리터리 존 7 인도어 스포츠 컴플렉스 | 6,000명      |
| 2024년 4월 6일  | 방콕     | 태국       | 유니온 홀 2, 유니온 몰               | 4,000명      |
| 2024년 4월 20일 | 타이베이 | 대만       | NTSU 아레나                          | 8,000명      |

## 세트 리스트
- Opening VCR -
- Suit Up
- C'Mon (질러)
- 샷다 닫아라 (Shut Down)

- VCR #2 -
- New Road
- Twins (Knock Out)
- Sorry, Sorry

- Ment -
- So I
- 거울 (Mirror)
- Love In The Ice[5]

- VCR #3 -
- 떴다 오빠 (Oppa, Oppa)
- 파자마 파티 (Pajama Party)

- Ment -
- Old Skool
- 라떼 (LA-TTE)
- Hairspray

- Ment -
- 조크든요 (JOKE)
- Ceremony

- Encore VCR (The Lucky Ones) -
- 우리에게 (The Melody)
- 소원이 있나요 (Sapphire Blue)_SS5 Ver.

- Ment -
- Miracle_Band Ver.

## 게스트
| 일정            | 게스트         |
| --------------- | -------------- |
| 2024년 2월 3일  | 규현           |
| 2024년 2월 4일  | 슈퍼주니어-D&E |
| 2024년 4월 20일 | 희철           |

## 제작
- 슈퍼주니어-L.S.S. (이특, 신동, 시원)
- 주최, 주관 : SM 엔터테인먼트